# Alina Boz
Alina Boz (in russo Алина Боз?; Mosca, 14 giugno 1998) è un'attrice turca di origini russe.

## Biografia
Nata nel 1998 in una cittadina rurale vicino a Mosca (capitale della Russia), Alina Boz ha origini russe da parte di sua madre, Olga Boz, e immigrata turca dalla Bulgaria da parte di padre. Durante l'infanzia è rimasta in Russia fino all'inizio della scuola elementare e successivamente, per motivi di lavoro della famiglia, all'età di sette anni si è trasferita a Istanbul, in Turchia.
Una volta dopo essersi trasferita in Turchia con la sua famiglia, durante gli anni della scuola elementare, ha imparato il turco. Dopo essersi diplomata presso il dipartimento dei servizi di cabina della Private Gökjet Aviation High School, ha deciso di iscriversi presso il dipartimento teatrale dell'Università Kadir Has, dove al termine degli studi ha conseguito la laurea.
All'età di sette anni ha iniziato a recitare presso il Centro culturale Barış Manço, dove i suoi genitori l'hanno iscritta presso la scuola elementare. Dopo aver lavorato per diverse riviste e diversi spot pubblicitari, nel 2013 ha iniziato la sua carriera recitazione dopo essere stata scritturata per interpretare il ruolo di Canan nella serie Cesur Hemşire. Dal 2014 al 2017 ha interpretato il ruolo di Hazal Gürpınar nella serie Paramparça. Nel 2015 e nel 2022 ha preso parte al programma televisivo O Ses Türkiye Yılbaşı Özel, seguito nel 2016 nel programma Dada Dandinista.
Nel 2016 ha fatto il suo debutto cinematografico con il ruolo di Melis Kahveci nel film Kaçma Birader diretto da Defne Deliormanlı e Murat Kaman, seguito nel 2017 dal ruolo di Eylül nel film Bölük diretto da Aytaç Ağırlar. Nello stesso anno ha ricoperto il ruolo di Defne nella serie Sevda'nın Bahçesi, quello della principessa Anastasia nella serie Vatanım Sensin e quello di Güliz nella serie Aşk Laftan Anlamaz. Nel medesimo anno ha preso parte al video musicale Küsme Aşka di Oğuzhan Koç, seguito nel 2018 da Adamın Dibi dei Mor ve Ötesi. Nello stesso anno ha preso parte al programma TOLGSHOW.
Nel 2018 e nel 2019 è stata scelta per interpretare il ruolo di Azra Güneş nella serie Elimi Bırakma. Nel 2020 e nel 2021 ha ottenuto il ruolo di Eda Karacaoğlu nella web serie Love 101 (Aşk 101). Nel 2021 ha ricoperto il ruolo di Mahur Türel nella serie Maraşlı. L'anno successivo, nel 2022, ha è stata scritturata per interpretare il ruolo di Zeynep Kileci / Melis nella serie Bir Peri Masalı. Nello stesso anno ha vestito i panni di Hale nel cortometraggio Babamın Öldüğü Gün diretto da Emre Sefer, quelli di Leyla nel film Bandırma Füze Kulübü diretto da Ömer Faruk Sorak e quelli di Ada nel film Yılbaşı Gecesi diretto da Ozan Açıktan.

## Vita privata
Alina Boz dal 2023 è sposata con il produttore cinematografico Umut Evirgen.

## Filmografia

### Attrice

#### Cinema
- Kaçma Birader, regia di Defne Deliormanlı e Murat Kaman (2016)
- Bölük, regia di Aytaç Ağırlar (2017)
- Bandırma Füze Kulübü, regia di Ömer Faruk Sorak (2022)
- Yılbaşı Gecesi, regia di Ozan Açıktan (2022)

#### Televisione
- Cesur Hemşire – serie TV (ATV, 2013)
- Paramparça – serie TV, 97 episodi (Star TV, 2014-2017)
- Sevda'nın Bahçesi – serie TV, 4 episodi (Kanal D, 2017)
- Vatanım Sensin – serie TV, 1 episodio (Kanal D, 2017)
- Aşk Laftan Anlamaz – serie TV, 1 episodio (Show TV, 2017)
- Elimi Bırakma – serie TV, 59 episodi (TRT 1, 2018-2019)
- Maraşlı – serie TV, 26 episodi (ATV, 2021)
- Bir Peri Masalı – serie TV, 13 episodi (Fox, 2022)

#### Web TV
- Love 101 (Aşk 101) – web serie (Netflix, 2022)

#### Cortometraggi
- Babamın Öldüğü Gün, regia di Emre Sefer (2022)

#### Video musicali
- Küsme Aşka di Oğuzhan Koç (2017)
- Adamın Dibi dei Mor ve Ötesi (2018)

### Doppiatrice

#### Televisione
- Kadın – serie TV, 1 episodio (Fox, 2020)

## Programmi televisivi
- O Ses Türkiye Yılbaşı Özel (TV8, 2015, 2022)
- Dada Dandinista (Star TV, 2016)
- TOLGSHOW (Fox, 2018)

## Riconoscimenti
- Ayakli Gazete TV Stars Awards
  - 2015: Vincitrice come Stella nascente dell'anno per la serie Paramparça
  - 2017: Vincitrice come Miglior attrice in un film per Bölük
  - 2021: Vincitrice come Miglior attrice in una serie televisiva digitale per Love 101 (Aşk 101)

- Digital Arts, Film & Television
  - 2021: Vincitrice come Miglior attrice drammatica per la serie Maraşlı

- ELLE Style Awards
  - 2017: Vincitrice come Miglior interpretazione dell'anno per la serie Paramparça

- GQ Men of the Year Awards
  - 2020: Vincitrice come Stella nascente per la web serie Love 101 (Aşk 101)

- Istanbul Film Festival
  - 2022: Candidata al Concorso nazionale per il cortometraggio Babamın Öldüğü Gün

- Golden Palm Awards
  - 2020: Candidata come Miglior attrice in una serie televisiva per Elimi Bırakma

- Marmara Short Film Festival
  - 2015: Vincitrice come Miglior attrice giovane per la serie Paramparça

- Pantene Golden Butterfly Awards
  - 2018: Candidata come Miglior interpretazione di un'attrice per la serie Elimi Bırakma
  - 2018: Candidata come Miglior coppia televisiva con Alp Navruz per la serie Elimi Bırakma
  - 2019: Candidata come Miglior attrice per la serie Elimi Bırakma
  - 2019: Candidata come Miglior coppia televisiva con Alp Navruz per la serie Elimi Bırakma
  - 2019: Vincitrice come Stella nascente
  - 2021: Candidata come Miglior attrice per la web serie Love 101 (Aşk 101)
  - 2021: Candidata come Miglior coppia con Kubilay Aka per la web serie Love 101 (Aşk 101)

- PRODU Awards
  - 2022: Vincitrice come Miglior attrice in una serie straniera per Maraşlı

- Seoul International Drama Awards
  - 2016: Vincitrice come Dramma straniero più popolare dell'anno per la serie Paramparça
  - 2016: Vincitrice del Premio speciale della giuria per la serie Paramparça

- Short Shorts Film Festival & Asia
  - 2022: Candidata come Miglior attrice per il cortometraggio Babamın Öldüğü Gün

- Turkey Brand Awards
  - 2015: Vincitrice come Miglior attrice esordiente dell'anno per la serie Paramparça
  - 2017: Vincitrice come Miglior attrice cinematografica dell'anno per il film Bölük
  - 2021: Vincitrice come Miglior attrice dell'anno per la serie Maraşlı

- Turkey Youth Awards
  - 2017: Vincitrice come Miglior attrice cinematografica per il film Bölük
  - 2017: Vincitrice come Miglior film per Bölük

- TV Venice Award
  - 2018: Vincitrice come Miglior attrice giovane per la serie Paramparça